# 10. september
10. september er dag 253 i året i den gregorianske kalender (dag 254 i skudår). Der er 112 dage tilbage af året.
Dagens navn i den danske almanak er Burchardt. I Sverige er navnet Tord og Turid, og i Norge er navnet Tor og Tord.

## Fest- og helligdage, der fast ligger på 10. september
Gibraltars nationaldag
Dagen er en af de uheldige i Tycho Brahes kalender.

### Begivenheder
Født - Dødsfald
- 1224 - Franciskanerordenen, grundlagt i 1209 af Frans af Assisi, kommer til England. De blev oprindelig kaldt de grå brødre på grund af farven på deres klædning (nutidens franciskanerdragt er imidlertid brun).
- 1759 - Søslaget på Stettiner Haff (ved Nowe Warpno og Ueckermünde) mellem Preussen og Sverige.
- 1823 - Simon Bolivar udråbes som præsident i Peru og indleder kamp mod de kongetro styrker.
- 1907 - New Zealand, som hidtil har været en britisk koloni, får status som selvstyrende dominion.
- 1914 - Den tyske hærs fremrykning i Frankrig standses ved det 1. slag ved Marne.
- 1919 - Det østrigske kejserdømme afsluttes med underskrivning af traktat i Saint Germain.
- 1939 - Canada erklærer krig mod Nazi-Tyskland.
- 1940 - Charlie Chaplins Diktatoren, som er en ætsende parodi på Hitler, har premiere.
- 1942 - Under ét luftangreb kaster Royal Air Force 100.000 bomber over Düsseldorf.
- 1943 - Bombe mod Samsøgades Skole i Århus. Skolen er overtaget af tyskerne.
- 1945 - For sit samarbejde med tyskerne dømmes Vidkun Quisling, som var statsminister i Norge under 2. verdenskrig, til døden, og 24. oktober 1945 bliver han skudt. Navnet Quisling er i dag et synonym for "forræder". .
- 1970 - Tronfølgeren, prinsesse Margrethe, indvier Forhistorisk Museum på Moesgaard ved Århus.
- 1981 - Efter 40 år i USA returneres Picassos Guernica til Spanien. Picasso havde forbudt udstilling af maleriet i Spanien, indtil demokratiet er genindført.
- 1981 - Efter 100 års diskussion bliver England og Frankrig enige om at bygge en tunnel under Kanalen.
- 1982 - Poul Schlüter præsenterer sin første regering bestående af Konservative, Venstre, CD og Kristelige Folkeparti.
- 1983 - Johannes Paul II indleder besøg i Wien - det første pavebesøg i mere end 200 år.
- 1987 - Anker Jørgensen trækker sig som formand for Socialdemokratiet og anbefaler Svend Auken som sin efterfølger.
- 1988 - 18 østtyskere, som har søgt tilflugt på den danske ambassade i Østberlin, overgives til politiet.
- 1989 - Ungarn åbner sine grænser mod vesten, hvilket får tusinder af østtyskere til at benytte lejligheden til at forlade østblokken og søge ophold i Vesten.
- 1990 - A.P. Møller tilbyder USA transport af militærudstyr til brug i Golfkrigen.
- 1995 - Nationalforsamlingen i Irak opstiller enstemmigt Saddam Hussein som eneste præsidentkandidat.
- 2002 - Schweiz bliver det 190. medlem af FN.
- 2003 - Den svenske udenrigsminister Anna Lindh stikkes ned med en kniv og dør dagen efter.
- 2006 - Michael Schumacher, den mest succesfulde Formel 1 kører, annoncerer at han stopper efter den igangværende sæson.
- 2008 - Atomforsøg med at skabe en efterligning af "Big Bang", skabte frygt for at skabe et sort hul der vil kunne opsluge jorden. Man kom godt i gang, men forsøgene forsinkes af tekniske problemer.
- 2010 - Ved en bombesprængning på Hotel Jørgensen bliver et toilet raseret og under stor mediebevågenhed bliver den formodede gerningsmand anholdt i Ørstedsparken.

### Født
- 1659 - Henry Purcell, engelsk komponist (død 1695).
- 1852 - H.N. Andersen, dansk etatsråd og ØK's stifter (død 1937).
- 1855 - Robert Koldewey, tysk arkæolog (død 1925).
- 1861 - Niels Hansen Jacobsen, dansk billedhugger og keramiker (død 1941).
- 1866 - Jeppe Aakjær, dansk digter (død 1930).
- 1881 - Lars Larsen-Ledet, dansk journalist, redaktør og forfatter (død 1958).
- 1890 - Franz Werfel, østrigsk forfatter (død 1945).
- 1894 - Vilhelm Lauritzen, dansk arkitekt (død 1984).
- 1912 - Herluf Bidstrup, dansk tegner (død 1988).
- 1914 - Robert Wise, amerikansk filminstruktør (død 2005).
- 1923 - Birthe Arnbak, dansk forfatter (død 2007).
- 1931 - Philip Baker Hall, amerikansk skuespiller (død 2022).
- 1933 - Jevgenij Khrunov, russisk kosmonaut (død 2000).
- 1933 - Karl Lagerfeld, tysk modedesigner (død 2019).
- 1939 - Cynthia Powell, tidligere hustru af John Lennon, mor til Julian Lennon (død 2015).
- 1946 - Don Powell, britisk trommeslager (Slade).
- 1953 - Michael Schønwandt, dansk musikchef og chefdirigent.
- 1958 - Chris Columbus, amerikansk filminstruktør.
- 1974 - Ryan Phillippe, amerikansk skuespiller.

### Dødsfald
- 1785 - Otto Thott, dansk greve, mønt- og bogsamler (født 1703).
- 1797 - Mary Wollstonecraft, engelsk forfatter (født 1759).
- 1898 - Kejserinde Elisabeth af Østrig-Ungarn (født 1837) – myrdet.
- 1933 - L.A. Ring, dansk maler (født 1854).
- 1942 - Oluf Christian Krag, dansk politiker og minister (født 1870).
- 1960 - Vera Stricker, dansk skuespiller (født 1935).
- 1962 - Mogens Wieth, dansk skuespiller (født 1919).
- 1979 - Kai Moltke, dansk politiker og forfatter (født 1902).
- 1983 - John Vorster, sydafrikansk præsident (født 1915).
- 2011 - Cliff Robertson, amerikansk skuespiller (født 1923).
- 2014 - Richard Kiel, amerikansk skuespiller (født 1939).
- 2020 - Diana Rigg, engelsk skuespillerinde (født 1938).

|  | Denne datoartikel kan blive bedre, hvis der indsættes et (bedre) billede Du kan hjælpe ved at afsøge Wikimedia Commons for et passende billede eller uploade et godt billede til Wikimedia Commons iht. de tilladte licenser og indsætte det i artiklen. |